# Mitko Todorow
Mitko Petrow Todorow, bułg. Митко Петров Тодоров (ur. 16 czerwca 1956 w Burgasie) – bułgarski siatkarz, reprezentant kraju, srebrny medalista olimpijski (1980), dwukrotny medalista mistrzostw Europy.
Podczas igrzysk w Moskwie w lipcu 1980 roku zdobył srebrny medal olimpijski w turnieju mężczyzn. Bułgarska reprezentacja zajęła wówczas drugie miejsce, przegrywając tylko z zespołem ze Związku Radzieckiego. Todorow wystąpił we wszystkich sześciu meczach – w fazie grupowej przeciwko Kubie (wygrana 3:1), Czechosłowacji (wygrana 3:0), Związkowi Radzieckiemu (przegrana 0:3) i Włochom (wygrana 3:1), w półfinale przeciwko Polsce (wygrana 3:0) i w finale ponownie przeciwko ZSRR (przegrana 1:3).
W 1981 roku w Bułgarii i w 1983 roku w NRD zdobył brązowe medale mistrzostw Europy.